# سید محمدحسین طباطبایی
سید محمدحسین طباطبایی (اسفند ۱۲۸۱– ۲۴ آبان ۱۳۶۰)، معروف به علامه طباطبایی، مفسر، فیلسوف، فقیه اصولی، و عارف شیعه ایرانی بود. وی مدرس حوزهٔ علمیه قم بوده و از روحانیون تأثیرگذار عقیدهٔ شیعه در فضای فکری و مذهبی ایران در سدهٔ ۱۴ هجری (قمری) به‌شمار می‌رفت. تفسیر المیزان مهم‌ترین اثر اوست. همچنین، بدایةالحکمة و نهایةالحکمة، شیعه در اسلام و اصول فلسفه و روش رئالیسم از دیگر آثار مهم او به‌شمار می‌روند.
ضمنا علامه محمدحسین طباطبایی، فیلسوف، فقیه، عارف و مفسر جهان تشیع، با توجه به دستگاه فلسفی خود که مبتنی بر اصالت وجود است، درباره‌ی لذت و رنج انسان تقریراتی ارائه کرده است.
اضمن اینکه ایشان به اقتضای اندیشه فلسفی‌اش، لذت و رنج را امری وجودی و عین نفس قلمداد کرده‌ و معتقد است که لذت حقیقی، وجود انسان را شدت می‌بخشد و او در سایه لذات و رنج‌های حقیقی وجودی قوی‌تر یا ضعیف‌تر پیدا می‌کنند و درک قوی‌تری از لذات و آلام اخروی می‌یابد.
لازم به توضیح است که علامه طباطبایی نیز چون ابن‌سینا برای لذت و رنج اقسامی قائل شده است و لذت و رنج را در یک تقسیم‌بندی بر چهار نوع حسی، خیالی، وهمی و عقلی طبقه‌بندی کرده است. ایشان در تقسیم‌بندی دیگری لذت و رنج را مشتمل بر دو نوع دنیوی و اخروی دانسته و لذت عقلی را برترین و والاترین لذت دانسته است.
آن لذتی که سعادت انسان را تأمین می‌کند و در دنیا حاصل نمی‌شود؛ لذتی که ماندگار است و کمال انسان به شمار می‌آید و از لذت‌های دیگر، قوت و شدت بیشتری دارد. لذت عقلی درواقع همان لذت حقیقی است؛ چنانچه شیخ‌الرئیس نیز لذت شهودی را برترین لذت معرفی کرده‌است.

### جد
محمد تقی قاضی طباطبایی (متوفی ۱۲۲۰ یا ۱۲۲۲ قمری) جد سوم محمد حسن الهی است. میرزا علی آقا قاضی و سید محمدعلی قاضی طباطبایی در این شخص با نامبرده و برادرش علامه طباطبایی اشتراک نسب دارد.

## نسب
وی از نوادگان عبدالوهاب تبریزی که نسب وی هم به حسن مثنی ابن حسن مجتبی می‌رسد.

## زندگی
زندگی طباطبایی را می‌توان به چهار دوره تقسیم کرد: دورهٔ کودکی و نوجوانی که در تبریز سپری شد. دورهٔ تحصیل در حوزه علمیه نجف، دورهٔ بازگشت به تبریز و اشتغال به کشاورزی و دورهٔ زندگی در قم و تدریس، تألیف و نشر معارف دینی.

### کودکی و نوجوانی
سید محمدحسین قاضی طباطبایی تبریزی در سال ۱۲۸۱ در روستای شادباد مشایخ از توابع تبریز زاده شد. در پنج سالگی مادر و در نه سالگی پدر خود را از دست داد. وصی پدر، او و تنها برادرش محمدحسن الهی طباطبایی را برای تحصیل به مکتب فرستاد. تحصیلات ابتدایی شامل قرآن و کتب ادبیات فارسی را از ۱۲۹۰ تا ۱۲۹۶ فراگرفت، سپس از سال ۱۲۹۷ تا ۱۳۰۴ به تحصیل علوم دینی پرداخت و به تعبیر خود «دروس متن در غیر فلسفه و عرفان» را به پایان رساند.
او دربارهٔ دوران تحصیل خود نوشته است:
«در اوایل تحصیل که به صرف و نحو اشتغال داشتم، علاقهٔ زیادی به ادامه تحصیل نداشتم و از این رو هر چه می‌خواندم، نمی‌فهمیدم و چهار سال به همین نحو گذراندم. پس از آن یک باره عنایت خدایی دامن گیرم شده عوضم کرد و در خود یک نوع شیفتگی و بیتابی نسبت به تحصیل کمال، حس نمودم. به‌طوری‌که از همان روز تا پایان ایام تحصیل که تقریباً هفده سال طول کشید، هرگز نسبت به تعلیم و تفکر درک خستگی و دلسردی نکردم و زشت و زیبای جهان را فراموش نموده و تلخ و شیرین حوادث، برابر می‌پنداشتم [کذا]. بساط معاشرت غیر اهل علم را به کلی برچیدم. در خورد و خواب و لوازم دیگر زندگی، به حداقل ضروری قناعت نموده باقی را به مطالعه می‌پرداختم. بسیار می‌شد به ویژه در بهار و تابستان که شب را تا طلوع آفتاب با مطالعه می‌گذراندم و همیشه درس فردا را شب پیش مطالعه می‌کردم و اگر اشکالی پیش می‌آمد با هر خودکشی بود حل می‌نمودم و وقتی که به درس حضور می‌یافتم از آنچه استاد می‌گفت قبلاً روشن بودم و هرگز اشکال و اشتباه درس را پیش استاد نبردم»— 
طباطبایی به مدت شش سال (۱۲۹۰ تا ۱۲۹۶) پس از آموزش قرآن که در روش درسی آن روزها قبل از هر چیز تدریس می‌شد، آثاری چون گلستان و بوستان سعدی را فرا گرفت. علاوه بر آموختن ادبیات، زیر نظر میرزا علینقی خطاط به یادگیری فنون خوشنویسی پرداخت. چون تحصیلات ابتدایی نتوانست به ذوق سرشار و علاقه وافر او پاسخ گوید به همین دلیل به مدرسه طالبیه تبریز وارد شد و به فراگیری ادبیات عرب و علوم نقلی و فقه و اصول پرداخت و از سال ۱۲۹۷ تا ۱۳۰۴ مشغول فراگیری دانش‌های مختلف اسلامی شد.

### تحصیل در نجف
طباطبایی بعد از تحصیل در مدرسه طالبیه تبریز، همراه برادرش به نجف می‌رود و ده سال در نجف به تحصیل علوم دینی می‌پردازد. وی علوم ریاضی را در نجف، نزد سید ابوالقاسم موسوی خوانساری نوه سید ابوالقاسم خوانساری (میرکبیر) فرا گرفت. او دروس فقه و اصول را نزد استادانی چون محمد حسین نائینی و محمدحسین غروی اصفهانی خواند و مدت درس‌های فقه و اصول او در مجموع ده سال بود.
استاد او در فلسفه حکیم متأله، سید حسین بادکوبه‌ای بود، که سالیان دراز در نجف در کنار برادرش سید محمدحسن الهی طباطبایی، نزد او به درس و بحث مشغول بودند. همچنین معارف الهیه، تفسیر قرآن به قرآن، حکمت و فلسفه، اخلاق و فقه الحدیث را نزد سیدعلی قاضی طباطبایی آموخت و در عرفان تحت نظر و تعلیم و تربیت او رشد یافت. محمود امجد نقل می‌کند که «حال علامه، با شنیدن نام سید علی قاضی دگرگون می‌شد.»

### بازگشت به تبریز
وی در مدتی که در نجف مشغول تحصیل بود، به علت تنگی معیشت و نرسیدن مقرری که از ملک زراعیشان در تبریز به‌دست می‌آمد، مجبور به مراجعت به ایران می‌شود و مدت ده سال در قریه شادآباد تبریز به زراعت و کشاورزی مشغول می‌شود.
فرزندش سید عبدالباقی طباطبائی می‌گوید: «در مدت ده سال بعد از مراجعت علامه از نجف به روستای شادآباد و به‌دنبال فعالیت‌های مستمر ایشان قنات‌ها لایروبی و باغ‌های مخروبه تجدید خاک و اصلاح درخت شده و در عین حال چند باغ جدید احداث گردید و یک ساختمان ییلاقی هم در داخل روستا جهت سکونت تابستانی خانواده ساخته شد.»

### زندگی در قم
طباطبایی بعد از مدتی اقامت در تبریز تصمیم می‌گیرد به قم برود و بالاخره تصمیم‌اش را در سال ۱۳۲۵ عملی می‌کند. فرزند طباطبایی در این مورد می‌گوید که در ابتدا در منزل یکی از بستگان ساکن شدند و سپس یک خانه اجاره کردند که شامل یک اتاق دو قسمتی بود و سرجمع حدود بیست متر مربع مساحت داشت.
طباطبایی در ابتدای ورودش به قم به قاضی معروف بود، چون از سلسلهٔ سادات طباطبایی هم بود، خودش ترجیح داد به طباطبایی معروف شود. با ظاهری ساده، عمامه‌ای کوچک و قبایی از جنس کرباس آبی رنگ و دکمه‌های باز قبا و بدون جوراب با لباس کمتر از معمول، در کوچه‌های قم تردد داشت و خانهٔ بسیار محقر و ساده‌ای داشت. وی در شهر قم چند آشنای انگشت شمار از جمله سید محمد حجت کوه‌کمری داشت.
یکی از مهم‌ترین اقدامات او در شهر قم، معماری مدرسه حجّتیه بود. از آنجایی که این مدرسه در ابتدا ظرفیت کوچکی داشت، سید محمد حجت کوه کمری به خریداری چند هزار متر زمین مجاور آن اقدام کرد. پس از خریداری این زمین‌ها، طراحان و معماران متعددی از شهرهای مختلف ایران همچون تهران، به ارائهٔ طرح‌ها و نقشه‌های خود پرداختند اما هیچ‌کدام از آن‌ها مورد پسند سید حجت کوه کمری قرار نگرفت. تا اینکه سید محمد حسین طباطبایی طرح و نقشهٔ خود را ارائه کرد و پس از تأیید، ساختمان جدید این مدرسه، بر طبق آن نقشه ساخته شد.
بر طبق نقل دینانی، پس از مدتی که به اصرار برخی علما مجلس درس روزانهٔ اسفار او تعطیل شد، با اصرار طلاب، تدریس کتاب شفا را آغاز نمود. در این میان، وی به تشکیل کلاس‌های شبانهٔ اسفار پرداخت که هفته‌ای دو شب (شب پنج‌شنبه و جمعه) و به صورت سیار در خانهٔ شاگردان تشکیل می‌شد و تعداد معدودی (کمتر از ده تن) شاگرد ثابت در آن شرکت می‌کردند. حضور در این کلاس‌ها بدون اجازهٔ خود او مقدور نبود. دینانی معتقد است محتوای این کلاس‌ها بیشتر درس خارج فلسفه بود.

## خانواده
سید محمدحسین طباطبایی از دودمان سادات طباطبایی آذربایجان است و با سید علی قاضی و سید محمدعلی قاضی طباطبایی خویشاوندی دارد. همسر اول طباطبایی، قمرالسادات مهدوی طباطبایی از بستگان او بود که در سال ۱۳۴۳ درگذشت و پس از ۲ سال، با همسر دوم خود، منصوره روزبه؛ خواهر رضا روزبه ازدواج کرد. وی از نوادگان عبدالوهاب تبریزی که نسب وی هم به حسن مثنی پسر امام دوم شیعیان؛ حسن مجتبی می‌رسد. 

## زمینه فعالیت
اهمیت محمدحسین طباطبایی به جهت زنده کردن حکمت و فلسفه و تفسیر در حوزه‌های تشیع، بعد از دورهٔ دودمان صفویان بوده است. به ویژه اینکه وی به بازگویی و شرح حکمت صدرایی بسنده نکرده، به تأسیس معرفت‌شناسی در این مکتب می‌پردازد. همچنین با انتشار کتب فراوان و تربیت شاگردان، در دوران مواجهه با اندیشه‌های غربی، نظیر مارکسیسم، به اندیشه دینی حیاتی دوباره بخشیده، حتی در نشر آن در مغرب زمین نیز می‌کوشد.

## هانری کربن
از دیگر اتفاقات حیات فکری طباطبایی در دوره زندگی در قم، آمدن هانری کربن، از فرانسه به ایران و ملاقات با طباطبایی در قم و تهران است. این ملاقات‌ها که باعث شکل‌گیری حلقه فلسفی مهمی در آن دوران می‌شود، به همت هانری کربن تشکیل شد و بسیاری از فلاسفه بعدی ایران معاصر به همراه کربن نزد طباطبایی به فلسفه آموزی و مباحث عمیق فلسفی پرداختند. کربن فیلسوفی هایدگری بود که در پی پرسش‌های بی‌پاسخ خود، در نهایت سر از ایران درآورده بود تا در حضور طباطبایی به عنوان مفسر فلسفه شیعی، پاسخ‌هایی برای پرسش‌های بی‌جواب خود بیابد. خود کربن اذعان داشت که طباطبایی پاسخ‌های دقیق و قانع‌کننده‌ای به او می‌داده است.
کربن هنگامی که به ایران آمد، با بسیاری از استادان ایرانی ارتباط برقرار نمود. با این حال کربن علاقمند به ارتباط با استادانی بود که به ادبیات، هنر و فلسفه ایرانی می‌پرداختند و نه افرادی که «روشنفکر» شناخته می‌شدند و غالباً کسانی بودند که مدتی در غرب به تحصیل پرداخته بودند. در همین دوره کربن به اتفاق طباطبایی، حلقه‌ای فلسفی را در تهران تشکیل دادند. جلسات در منزل احمد ذوالمجد طباطبایی که از وکلای شیفتهٔ فلسفه الهی بود برگزار می‌گردید.
هم کربن و هم طباطبایی بر نقش تأویل در معرفت تأکید داشتند. طباطبایی معتقد بود معنویت حقیقی بدون تأویل غیرممکن است؛ و این افق مشترکی در مقابل آن دو فیلسوف قرار می‌داد که بتوانند با یکدیگر به گفتگو بنشینند. جلسات با حضور غالب استادان ایرانی فلسفه و الهیات مدت‌ها در شمال تهران برگزار می‌گردید و بحث‌های پردامنه‌ای در باب فلسفه شیعی در آن جا درمی‌گرفت.
ارتباط با اساتیدی چون طباطبایی و سید جلال الدین آشتیانی، یکی از مهم‌ترین اتفاقات در زندگی کربن بود؛ چرا که او معتقد بود اینان ادامه‌دهندگان همان حکمت الهی‌ای هستند که از ایران باستان تاکنون چراغ آن در ایران خاموش نگشته است. از نظر کربن تفکر ایرانی نگهبان و حافظ میراثی است که فراتر از یک نگرش ملی محدود، همچون یک عالم معنوی است که در آن میهمانان و زائرانی که از نقاط دیگر آمده‌اند مورد پذیرش و پذیرایی قرار گرفته‌اند. کربن عمیقاً اعتقاد داشت که حکمت ایرانی- اسلامی، حکمتی زوال ناپذیر است و همواره از «استعداد زوال ناپذیر روحیه ایرانی» سخن می‌گفت.

## آثار
طباطبایی دو اثر شاخص دارد، که بیشتر از سایر آثار وی مورد توجه قرار گرفته است.
نخست تفسیر المیزان است، که در ۲۰ جلد و طی ۲۰ سال به زبان عربی تألیف شده است. در این تفسیر، از روش «تفسیر قرآن به قرآن» استفاده شده است، و علاوه بر تفسیر آیات و بحث‌های لغوی در بخش‌هایی جداگانه با توجه به موضوع آیات مباحث روایی، تاریخی، کلامی، فلسفی و اجتماعی نیز دارد. این اثر به دو شکل منتشر شده است: نخست در چهل جلد، و سپس، در ۲۰ جلد. این اثر توسط سیدمحمد باقر موسوی همدانی به زبان فارسی ترجمه شده است.
اثر مهم دیگر او اصول فلسفه و روش رئالیسم است. این کتاب شامل ۱۴ مقالهٔ فلسفی است، که طی دهه‌های ۱۳۲۰ و ۱۳۳۰ تألیف شده و توسط مرتضی مطهری و با رویکرد فلسفهٔ تطبیقی، شرح داده شده است. این کتاب نخستین، و یکی از مهم‌ترین کتاب‌هایی است که به بررسی مباحث فلسفی، با توجه به رویکردهای حکمت فلسفی اسلامی و فلسفهٔ جدید غربی پرداخته است.
مهدی خلجی می‌نویسد: 
«مهم‌ترین نمایندهٔ فلسفه اسلامی در آن دوره، محمدحسین طباطبایی در خانه خود در شهر قم مجلس درسی برقرار کرد در نقد مبانی فلسفی کمونیسم. اما آشنایی او و شاگردان‌اش از کمونیسم محدود به جزوه‌ها و مجله‌های فارسی حزب توده بود. حاصل این درس‌ها کتابی با عنوان «اصول فلسفه و روش رئالیسم» شد که با پانوشت‌های مرتضی مطهری در سال ۱۳۳۲ به چاپ رسید. این کتاب بر پایه نوشته‌های تقی ارانی، بنیان‌گذار فکری حزب توده ایده‌های فلسفی کمونیسم را نقادی می‌کرد.»
 خلجی بر این باور است که سراسر کتاب اصول فلسفه و روش رئالیسم بر این گمان استوار است که نوشته‌های ارانی، بهترین نمونهٔ آثار دربارهٔ مارکسیسم است؛ در حالی که کسی که جهان‌بینی فلسفی مارکسیسم را از منابع اصلی‌اش بشناسد، کتاب طباطبایی و پانوشت‌های شاگردش مطهری را نقدی کمابیش بی‌ربط می‌یابد.
از جلسات مباحث مهم او می‌توان به جلسات مباحثه با هانری کربن اشاره کرد، که حسین نصر و بسیاری دیگر در آن حضور داشتند، یا جلساتی که در تهران برگزار می‌شد و افرادی نظیر داریوش شایگان در آن حاضر بودند.
طباطبایی خود دربارهٔ این مذاکرات می‌گوید: بنا به گفته کربن تاکنون مستشرقان، اطلاعات مربوط به اسلام را از اهل تسنن اخذ می‌کردند و در نتیجه، حقیقت مذهب تشیع آن گونه که شایسته است، به دنیای غرب معرفی نشده است. برخلاف باور مستشرقین گذشته، اعتقاد من این است که تشیع یک مذهب حقیقی و اصیل و پابرجاست و دارای مشخصات یک مذهب حقیقی است و غیر از آن است که به غرب معرفی کرده‌اند. آنچه پس از پژوهش‌های علمی بدان رسیده‌ام، این است که به حقایق معنویت اسلام از دریچه شیعه - که نسبت به این آیین واقع بینی دارد - باید نگاه کرد. از این رو کوشیده‌ام این مذهب را به نحوی که باید و در خور واقعیت آن است، به جهان غرب معرفی کنم. بسیار علاقه‌مندم که با رجال علمی و مشاهیر این مذهب از نزدیک تماس بگیرم و با طرز فکر آنان آشنا شوم و در بررسی اصول و مبانی شیعه، از این بزرگان کمک گرفته و نسبت به هدف خود روشن‌تر شوم.

## نمونه اشعار
از وی اشعاری عرفانی باقی مانده است. مشهورترین شعر وی غزل «کیش مهر» است که در آن تنها یک واژه غیرفارسی (حلاج) دیده می‌شود:
| همی گویم و گفته‌ام بارها      |  | بود کیش من مهر دلدارها       |
| پرستش به مستی‌ست در کیش مهر   |  | برونند زین جرگه هشیارها      |
| به شادی و آسایش و خواب و خور |  | ندارند کاری دل‌افگارها        |
| بجز اشک چشم و بجز داغ دل     |  | نباشد به دستِ گرفتارها        |
| کشیدند در کوی دلدادگان       |  | میان دل و کام دیوارها        |
| چه فرهادها مرده در کوه‌ها     |  | چه حلاج‌ها رفته بر دارها      |
| چه دارد جهان جز دل و مهر یار |  | مگر توده‌هایی ز پندارها       |
| ولی رادمردان و وارستگان      |  | نیازند هرگز به مردارها       |
| مهین مهرورزان که آزاده‌اند    |  | بریدند از دام جان تارها      |
| به خون خود آغشته و رسته‌اند   |  | چه گل‌های رنگین به جوبارها    |
| بهاران که شاباش ریزد سپهر    |  | به دامان گلشن ز رگبارها      |
| کشد رخت سبزه به هامون و دشت  |  | زند بارگه گل به گلزارها      |
| نگارش دهد گلبن جویبار        |  | در آیینهٔ آب رخسارها          |
| رود شاخ گل دربر نیلوفر       |  | برقصد به صد ناز گلنارها      |
| درد پردهٔ غنچه را باد بام     |  | هزار آورد نغز گفتارها        |
| به آوای نای و به آهنگ چنگ    |  | خروشد ز سرو و سمن تارها      |
| به یاد خم ابروی گلرخان       |  | بکش جام در بزم می‌خوارها      |
| گره را ز راز جهان باز کن     |  | که آسان کند باده دشوارها     |
| جز افسون و افسانه نبود جهان  |  | که بسته است چشم خشایارها     |
| به اندوه آینده خود را مباز   |  | که آینده خوابی‌ست چون پارها   |
| فریب جهان را مخور زینهار     |  | که در پای این گل بود خارها   |
| پیاپی بکش جام و سرگرم باش    |  | بهل گر بگیرند بیکارها        |
| به اندوه آینده خود را مباز   |  | که آینده خوابی است چون پارها |

شعر دیگری از طباطبایی با نام «مهر خوبان» نیز به یادگار مانده است که خود او نیز علاقه زیادی به آن داشت:
| مهر خوبان دل و دین از همه بی پروا برد |  | رخ شطرنج نبرد آنچه رخ زیبا برد           |
| تو مپندار که مجنون، سر خود مجنون گشت  |  | از سمک تا به سمایش، کشش لیلا برد         |
| من به سرچشمة خورشید، نه خود بردم راه  |  | ذره ای بودم و مهر تو مرا بالا برد        |
| من خسی بی سروپایم که به سیل افتادم    |  | او که می‌رفت، مرا هم به دل دریا برد       |
| جام صهبا ز کجا بود، مگر دست که بود    |  | که در این بزم بگردید و دل شیدا برد       |
| خم ابروی تو بود و کف مینوی تو بود     |  | که به یک جلوه، ز من نام و نشان یک جا برد |
| خودت آموختی ام مهر و خودت سوختی ام    |  | با برافروخته رویی که قرار از ما برد      |
| همه یاران به سر راه تو بودیم ولی      |  | خم ابروت مرا دید و ز من یغما برد         |
| همه دل باخته بودیم و هراسان که غمت    |  | همه را پشت سر انداخت؛ مرا تنها برد       |

## دیدگاه‌ها

### مواضع او نسبت به انقلابِ ۱۳۵۷
طباطبایی در همه‌پرسی نظام جمهوری اسلامی در ایران شرکت نکرد. طباطبایی برخلاف رویه رایج در حوزه علمیه، درس فلسفه نیز یاد می‌داد. او و خمینی از جمله روحانیونی بودند که در کنار تدریس فقه، به فلسفه نیز اهتمام داشتند. اما گفته می‌شود که کلاس‌های طباطبایی پررونق‌تر از کلاس‌های خمینی بودند. حتی پیش از انقلاب نیز طباطبایی و خمینی روابط گرمی با یکدیگر نداشتند. طباطبایی مستأجر خمینی بود و اجاره‌اش چند ماه به تأخیر افتاده بود. اما پسندیده برادر خمینی حاضر نشد مهلت تمدید را بپذیرد و طباطبایی مجبور شد خانه را تخلیه کند. نجمه سادات طباطبایی، دختر طباطبایی و همسر علی قدوسی، ضمن تأیید اصل این موضوع، روایت دیگری دارد. وی اذعان داشته: «درباره رابطه امام و علامه طباطبایی خیلی سمپاشی کرده‌اند...» و می‌گوید: «امام [خمینی] پیغام دادند اگر شما می‌خواهید بنشینید من از سهم امام اجاره بدهم، اما پدرم چون از سهم امام استفاده نمی‌کردند گفتند ما در خانه‌ای که سهم امام باشد نمی‌نشینیم و بنابراین از آنجا رفتند».
محسن کدیور پژوهش‌گر دینی، گفته است که پس از ترور علی قدوسی، دادستان کل انقلاب و دامادش، برخی برای گفتن تسلیت به دیدار طباطبایی رفته بودند و او گفته بود «این انقلاب یک شهید واقعی داشت که مظلومانه هم شهید شد و آن اسلام بود». یا به روایتی دیگر، «اولین شهید انقلاب، اسلام بود». بنابر گفته کدیور، این جمله طباطبایی، حاوی بیانی موجز و کلماتی روشن و دقیق است. محمدحسین قدوسی، نوه طباطبایی، ضمن تکذیب این روایت، نوشته است که پدربزرگش «در امور سیاسی زاویه‌ای روشن و آشکار» با خمینی داشت. تحول و اصلاح جامعه در نظر خمینی مبتنی بر تغییر سیاسی و حکومتی بود اما علامه، اصلاح جامعه را با محور تحول و اصلاح فرهنگی، اجتماعی و انسانی می‌دانست. نجمه‌سادات طباطبایی همسر علی قدوسی اظهار داشته که در دو ماهی که طباطبائی پس از کشته شدن همسرش زنده بوده است در بیمارستان قلب بستری بوده است و به خاطر وخامت حالش او را در جریان درگذشت دامادش نگذاشته‌اند.

### نظر دربارهٔ جوامع غربی
طباطبایی نگاه خوشبینانه‌ای به غرب نداشت. او بارها در آرای خود، تمدن غرب را معیاری برای فساد و بی‌بندوباری در نظر می‌آورد. وی در تفسیر المیزان وقتی که سخن از قانون به میان می‌آید، اینگونه به قوانین غربی می‌تازد که «تمدن عصر حاضر قوانین خود را مطابق هوا و هوس اکثریت افراد وضع و اجرا می‌کند». (تفسیر المیزان، ج ۴، ص ۱۶۰) طباطبایی می‌گفت که قوانین ملل غربی بر بنیان اخلاق مبتنی نیست و لذا به فساد جامعه و شکسته شدن قوانین می‌انجامد. (همان، ص ۱۷۳)
احمد احمدی گفته نظر طباطبائی در ارتباط با غرب، پس از سفر درمانی او به لندن تغییر یافت. احمدی می‌گوید: «… موقع رفتن، پلیس خیلی به آقای طباطبایی احترام گذاشت. همان‌جا من به ایشان گفتم: حاج آقا شما در نوشته‌هایتان خیلی به اروپا تاخته‌اید. اگر قبلاً آمده بودید و نظم و انضباط اینجا را دیده بودید، آیا اینقدر به این‌ها می‌تاختید. فرمود: نه. توجه می‌کنید. فرمود: نه؛ یعنی یک انصافی در این مرد عالی مقام بود و آنچه را که حق می‌دید، آن را درست می‌انگاشت و آنچه را که نادرست می‌دید، طرد می‌کرد».
طباطبایی با آداب و اخلاق ملل اروپایی بر سر مهر نبود. سفر درمانی‌اش اما نظراتش را دستخوش تغییر کرد.

## برای مطالعهٔ بیشتر
- Medoff, Louis (13 June 2017). "ṬABĀṬABĀʾI, MOḤAMMAD-ḤOSAYN". Encyclopædia Iranica (به انگلیسی).